# Beachvolleyball-Europameisterschaft 1998
Die Beachvolleyball-Europameisterschaft 1998 fand vom 24. bis zum 27. August auf Rhodos in Griechenland statt. Die Wettbewerbe für Frauen und Männer wurden parallel ausgetragen. Es war die fünfte offizielle EM der Frauen und das sechste Turnier der Männer. Die Tschechinnen Soňa Dosoudilová und Eva Celbová besiegten im Endspiel die Niederländerinnen Rebekka Kadijk und Debora Schoon-Kadijk, während sich das italienische Duo  Laura Bruschini und Annamaria Solazzi im Duell um den dritten Platz gegen die Schweizerinnen Nicole Benoit und Margot Schläfli durchsetzte. Deren Landsmänner Martin und Paul Laciga gewannen den Titel im Finale gegen die Norweger Jan Kvalheim und  Bjørn Maaseide. Deren Landsleute Jørre Kjemperud und Vegard Hoidalen sicherten sich Bronze gegen die Tschechen Milan Džavoronok und Marek Pakosta.

## Endstand
| Frauen | Frauen      | Frauen                                |
| Platz  | Nation      | Namen                                 |
| ------ | ----------- | ------------------------------------- |
| 1      | Tschechien  | Eva Celbová / Soňa Dosoudilová        |
| 2      | Niederlande | Rebekka Kadijk / Debora Schoon-Kadijk |
| 3      | Italien     | Laura Bruschini / Annamaria Solazzi   |
| 4      | Schweiz     | Nicole Benoit / Margot Schläfli       |

| Männer | Männer       | Männer                                         |
| Platz  | Nation       | Namen                                          |
| ------ | ------------ | ---------------------------------------------- |
| 1      | Schweiz      | Martin Laciga / Paul Laciga                    |
| 2      | Norwegen     | Jan Kvalheim / Bjørn Maaseide                  |
| 3      | Norwegen     | Vegard Høidalen / Jørre André Kjemperud        |
| 4      | Tschechien   | Milan Džavoronok / Marek Pakosta               |
| 5      | Frankreich   | Guilherm Deulofeu / Éric Guissart              |
| 5      | Russland     | Michail Kuschnerjow / Dmitri Karassew          |
| 7      | Schweden     | Simon Dahl / Björn Berg                        |
| 7      | Schweden     | Tom Englén / Niclas Tornberg                   |
| 9      | Osterreich   | Gernot Leitner / Oliver Stamm                  |
| 9      | Tschechien   | Michal Palinek / Přemysl Kubala                |
| 9      | Russland     | Oleg Kisselew / Serguei Kolesnik               |
| 13     | Osterreich   | Paul Schroffenegger / Thomas Schroffenegger    |
| 13     | Griechenland | Panagiotis Dimitrakakos / Evangelos Koutouleas |